# Шидловський Анатолій Корнійович
Анато́лій Корні́йович Шидло́вський (* 10 жовтня 1933, Веприк, Бобровицький район, Чернігівська область) — учений у галузі електроенергетики та електротехніки.

## Життєпис
1957 року закінчив Київський політехнічний інститут.
Від 1959 року його діяльність пов'язана з Інститутом електродинаміки НАН України, почав інженером.
1963 року захистив кандидатську дисертацію.
В 1971 році захистив докторську дисертацію.
У 1973—2007 роках був директором Інституту електродинаміки НАН України.
1978 року обраний членом-кореспондентом НАН УРСР.
Протягом 1988—1998 років був академіком-секретарем відділення фізико-технічних проблем енергетики НАН України.
З грудня 1998 до квітня 2004 року — віце-президент НАН України.
Починаючи квітнем 2004 року — радник Президії НАН України.
З 2007 року — почесний директор Інституту електродинаміки НАН України.
Проводив дослідження, котрі застосовуються у розвитку сучасно ї енергетики, при створенні ефективного електроенергетичного устаткування й забезпечення його надійного функціонування.
Його наукові праці стосуються:
- компенсації фазових послідовностей напруг та струмів,
- методів аналізу електромагнітних процесів у електричних схемах з несиметричними, нелінійними, нестаціонарними, швидкозмінними навантаженнями в нормальних та аварійних режимиах,
- методів та засобів зниження нестаціонарних спотворень в системах електропостачання,
- методів та засобів підвищення ефективності перетворення й викоритання енергії у системах з автономними джерелами обмеженої потужності,
- розвитку теорії багатофазних електричних кіл,
- побудови багатофункціональних пристроїв для оптимізації режимів систем електропостачання,
- теорії зрівноваження режимів та забезпечення електромагнітної сумісності споживачів в системах електропостачання з нестаціонарними та нелінійними елементами,
- теорії та принципів побудови статичних пристроїв підвищення якості електроенергії багатофункціонального призначення,
- теорії та принципів частотно-регульованих джерел реактивної потужності.

Створив загальну теорію пристроїв, що застосовуються для стабілізації параметрів електроенергії та забезпечення електромагнітної сумісності в електричних мережах та системах — задля вирішення проблеми підвищення якості енергії, її ефективного перетворення й використання.
В плані стратегічного розвитку паливно-енергетичного комплексу України за його ініціативи та керівництва розроблялася «Енергетична стратегія України на період до 2030 р. та подальшу перспективу» (згідо розпорядження Президента України від 2003 року).
Як педагог створив наукову школу, серед його учнів більш як 45 кандидатів та 22 доктори наук.
В його науковому доробку понад 600 надрукованих праць, у тому числі 26 монографій.
Зареєстровано понад 180 винаходів і патентів, зокрема — «Спосіб швидкодіючої стабілізації параметрів електричної енергії в багатофазній системі» — разом з І. В. Мостовяком, В. А. Новським, Самковим О. В., Фартушком Ігорем Михайловичем, А. Н. Яровим.
Є почесним професором ряду вітчизняних та зарубіжних університетів — «КПІ», «ХПІ», «Львівська політехніка», Запорізького Національного технічного університету, Національної гірничої академії України та Лодзинського технічного університету (Польща).
Входить до складу Національного комітету ЮНЕСКО з електроенергетики, є віце-президентом Національного комітету Всесвітньої енергетичної ради та головою спеціалізованих рад із захисту докторських дисертацій.
Головний редактором журналі «Технічна електродинаміка» та «Новини енергетики», член редколегії часопису «Відновлювальна енергетика».
На святкуванні 100-річчя Веприцької школи подарував навчальному закладу бібліотеку.
Очолює програмні комітети фахових наукових конференцій.
2009 року випущено підручник «Електромагнітна сумісність у системах електропостачання» — разом з І. В. Жежеленком, Г. Г. Півняком, Ю. Л. Саєнком.

## Діяльність
Основні наукові праці вченого присвячені розвиткові теорії багатофазних електричних кіл, компенсації фазових послідовностей напруг і струмів, побудові багатофункціональних пристроїв для оптимізації режимів систем електропостачання. Він створив загальну теорію пристроїв стабілізації параметрів електроенергії та забезпечення електромагнітної сумісності в електричних мережах і системах стосовно проблеми підвищення якості енергії, ефективного її перетворення й використання.
Характерним для наукового доробку Шидловського є органічний зв'язок фундаментальних досліджень із розв'язанням важливих для народного господарства прикладних завдань. Під керівництвом та за безпосередньої участі Анатолія Корнійовича вирішено низку наукових і науково-технічних завдань щодо розроблення й упровадження на підприємствах України та країн СНД симетрувальних пристроїв для індукційних чавуноплавильних печей, для дво- та триколонних установок електрошлакового переплавлення, блоків керування конденсаторними установками, пристроїв для нормалізації показників якості електроенергії в мережах з індукційними плавильними печами, приладів для вимірювання відхилень і несиметрії трифазних напруг, тиристорного регулятора потужності та перетворювача частоти й порядку чергування фаз, компенсувальних пристроїв із пофазним тиристорним керуванням, пристроїв для нормалізації показників якості напруг на вході високочутливого устаткування, фільтросиметрувальних пристроїв для електроживлення радіоелектронної апаратури, мікропроцесорних систем керування електромобілями тощо.
Багато сил та енергії вчений віддає організації й пропаганді науки.

## Нагороди та відзнаки
1971 — доктор технічних наук, професор; 1985 — академік Національної академії наук України зі спеціальності енергетичне машинобудування. 1991 — заслужений діяч науки і техніки України, почесний енергетик України; 1982 — лауреат Державної премії України в галузі науки і техніки; 1986 — премії НАН України ім. С. О. Лебедєва; 1999 — премії НАН України ім. В. М. Хрущова, нагороджений орденами «Знак Пошани» — 1983; «За заслуги» ІІІ ступеня — 1997; князя Ярослава Мудрого V ступеня — 2003; Дружби (Росія) — 2003; «Krzyż Komandorski Orderu Zasługi Rzeczypospolitej Polskej» — 2001; медалями та почесними знаками. Почесний доктор Львівської політехніки — 2002.